# Boleros (álbum de Ángel Parra)
Boleros es el vigésimo séptimo álbum oficial en estudio del cantautor chileno Ángel Parra como solista. Fue lanzado originalmente en Chile en 1994, y está conformado por boleros y canciones compuestas por él y su madre Violeta Parra. Lo acompañan en la interpretación el contrabajista de Los Tres Roberto "Titae" Lindl, quien ya había participado en Todo el amor de 1993, además del destacado percusionista Raúl Aliaga y Eduardo Vergara.
Posteriormente fue relanzado con otra carátula en Francia, país donde vivió Ángel Parra durante muchos años en su exilio producto de la época de la dictadura militar en Chile.

## Lista de canciones
| Boleros |                             |                          |          |  |
| N.º     | Título                      | Música                   | Duración |  |
| 1.      | «La barca»                  | Roberto Cantoral         | 2:41     |  |
| 2.      | «Contigo en la distancia»   | César Portillo de la Luz | 1:58     |  |
| 3.      | «Brillo de mar en tus ojos» | Violeta Parra            | 3:11     |  |
| 4.      | «El reloj»                  | Roberto Cantoral         | 2:52     |  |
| 5.      | «Morir llorando»            | Violeta Parra            | 3:13     |  |
| 6.      | «Escucha mi ruego»          | Violeta Parra            | 3:04     |  |
| 7.      | «Sabor a mí»                | Álvaro Carrillo          | 3:06     |  |
| 8.      | «Muñeca triste»             | Ángel Parra              | 2:26     |  |
| 9.      | «Encadenado»                | Arturo Briz              | 3:50     |  |
| 10.     | «Historia de un amor»       | Carlos Eleta Almarán     | 3:00     |  |
| 11.     | «Tú me acostumbraste»       | Frank Domínguez          | 1:53     |  |
| 12.     | «Obsesión»                  | Pedro Flores             | 2:26     |  |
| 41:29   |                             |                          |          |  |

## Créditos
- Ángel Parra
- Roberto Lindl: contrabajo
- Raul Aliaga: bongos, maracas
- Eduardo Vergara: acompañamientos, coros[3]